# Deutsche Schreberjugend
Die Deutsche Schreberjugend Bundesverband e.V. hat ihre Wurzeln der Arbeiterjugendbewegung und im Kleingartenwesen (Schrebergarten). Dennoch ist sie ein unabhängiger, parteipolitisch und konfessionell ungebundener Jugendverband. Die Schreberjugend setzt sich für demokratische Strukturen in der Jugendarbeit ein, in denen junge Menschen selbst organisieren, gemeinschaftlich gestalten und sich frei entfalten können. Das Spektrum der Aktivitäten hat sich seit Bestehen der des Verbands stetig ausgeweitet. Weitere Bereiche der verbandlichen Kinder- und Jugendarbeit werden aufgebaut.

## Aufbau und Organisation
Mitglieder der Schreberjugend sind Kinder, Jugendliche und junge Menschen, die sich deutschlandweit in zehn Landesverbänden und vielen Ortsgruppen organisieren. Abgesehen vom Bundesverband als Dachorganisation, gibt es Landesverbände, Stadtverbände und einzelne Orts- oder Stadtteilgruppen.

## Ziele
Es werden unterschiedliche Aktivitäten im außerschulischen Bereich ermöglicht, die zu einer sinnvollen Freizeitgestaltung beitragen, die Kreativität und das Selbstbewusstsein junger Menschen fördern.
Ziel ist es vor allem, junge Menschen zu ermutigen und zu unterstützen, sich neben ihrem Engagement als Jugendgruppenleiter auch in jugendpolitischen Gremien zu engagieren.

## Geschichte

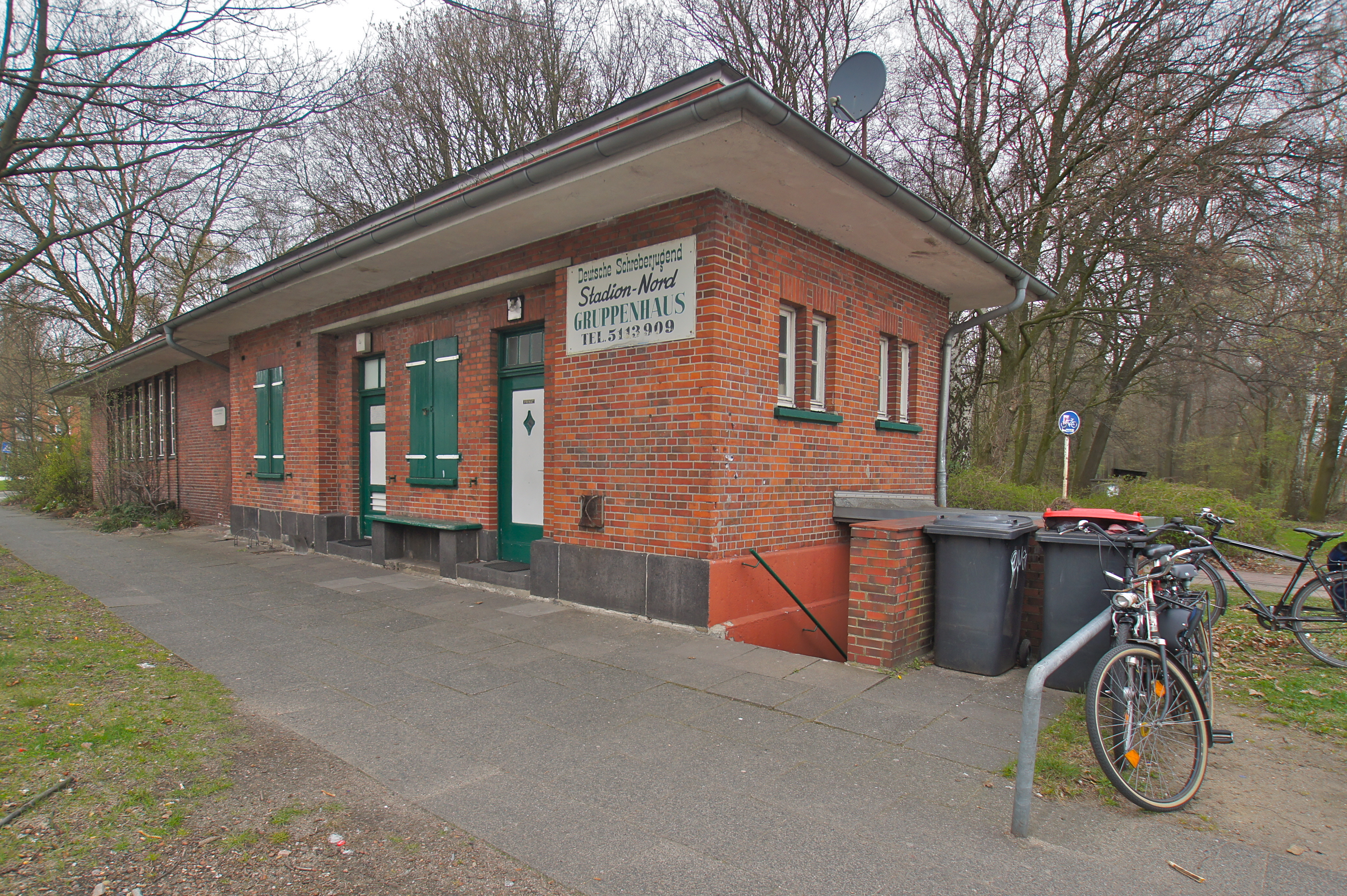
Gruppenhaus der Schreberjugend in Groß Borstel

Die Wurzeln der Schreberjugend liegen in Leipzig zur Zeit der Industrialisierung und gehen zurück auf den Anthropologen und Arzt Dr. Daniel Gottlieb Moritz Schreber (1808–1861). Als Arzt und Orthopäde hatte dieser sich bereits früh für eine freie Betätigung und sinnvolle Freizeitgestaltung der Arbeiterkinder, zum Beispiel auf Spielplätzen und Sportanlagen eingesetzt. Sein besonderes Augenmerk galt dabei den körperlich beeinträchtigten Kindern und Jugendlichen.
Schon damals war er der Überzeugung, dass das gemeinsame Spiel, oder auch der Sport (insbesondere Turnen) wichtige Bestandteile von Bildungs- und Erziehungsmaßnahmen sein sollten, da sie zu einer körperlich und psychisch langfristigen Gesundheit beitragen. Besonders Behörden und andere an der Erziehung von Kindern und Jugendlichen beteiligten Einrichtungen, sollten entsprechende Aktivitäten deshalb stärker fördern. Aus dieser Grundhaltung heraus, gründete er im Jahr 1845 den ersten Leipziger Turnverein der allgemeinen Jugenderziehung und Jugendpflege. Diese für damalige Zeiten höchst modernen Ansichten hinterließen einen bleibenden Eindruck bei Schrebers Zeitgenossen. Bereits kurze Zeit später, im Jahr 1864, gründete Schrebers Freund Innozenz Hauschild den ersten Leipziger Erziehungsverein und nannte ihn: „Dr. Schreber“.
Der erste „Schreberverein“ in Leipzig machte es sich zur Auflage, neben der Behandlung erzieherischer und schulischer Fragen für die Jugend große, freie Spielplätze zu schaffen und auf ihnen gemeinsame, planmäßige und überwachte Spiele einzurichten und zu unterhalten.
Im Rahmen naturverbundener Erziehung unternahmen die ersten Schreberkinder und -Jugendlichen allerlei Experimente. Sie legten beispielsweise eigenständig Beete an und waren auch für deren Pflege und Unterhaltung verantwortlich. Kurze Zeit später übernahmen die Eltern die Beete, umzäunten sie, errichteten kleine Holzbauten für Gartengeräte und Schlechtwetter und bildeten kleine Gemeinschaften. Die „Schrebergärtner“ waren geboren.
Aus diesen ersten Gemeinschaften entwickelte sich in Sachsen und in einigen Provinzen Preußens die sogenannte „Schrebergartenbewegung“, die schon bald nach der Jahrhundertwende steigende Mitgliederzahlen verzeichnete.
Nach dem Ersten Weltkrieg waren die Schrebergärten bereits über das gesamte Reich verteilt. Vor allem in Ballungsgebieten stieg deren Anzahl rapide und es wurden die ersten überregionalen Organisationen gebildet. Im Rahmen dieser Entwicklung fand auch die ursprüngliche „Schreberjugendarbeit“ wieder stärkere Beachtung: Jugendgruppen und Jugendleiter kümmerten sich innerhalb der Kleingartenanlagen gemeinsam um die Betreuung der Kinder und Jugendlichen. Sie führten Turn- und Sportveranstaltungen, Schularbeitszirkel oder Rad- und Wanderfahrten durch. Auch Erholungslager, die sog. „Milchkolonien“ wurden in den Kleingärten veranstaltet, bevor wenig später auch spezielle Angebote für arbeitslose Jugendliche hinzukamen.
Zu dieser Zeit war die Schreberjugend reichsweit organisiert. Als Fachsparte der Kleingartenorganisation war sie in den meisten Kolonien vertreten und positionierte sich bei entsprechenden Konferenzen zu aktuellen jugendpolitischen Fragestellungen.
Als Teil der Arbeiterjugendbewegung wurde die Schreberjugend im Jahr 1934 durch die Nationalsozialisten verboten. Doch schon kurz nach Ende des Krieges entstanden die ersten neuen Schreberjugendgruppen und es kam zur Gründung der „Arbeitsgemeinschaft Schreberjugend“ in Norddeutschland. Schon im Jahr 1951 war der überregionale Aufbau so weit abgeschlossen, dass die „Deutsche Schreberjugend“ auf dem Verbandstag der Deutschen Kleingärtner in Hannover offiziell als eigenständiger, unabhängiger Jugendverband aus der Taufe gehoben wurde. Nur drei Jahre später, im Jahr 1954 wurde die Deutsche Schreberjugend als Vollmitglied in den Deutschen Bundesjugendring aufgenommen. Heute ist die Deutsche Schreberjugend nicht nur bundesweit vertreten, sondern auch ein international vernetzter Jugendverband.

## Tätigkeitsfelder
Im Rahmen der außerschulischen Bildungsarbeit ist der musisch-kulturelle Bereich und die breitensportliche Kinder- und Jugendarbeit stark vertreten. Im Bereich der jugendpolitischen Bildung veranstaltet die Schreberjugend Seminare, zentrale Arbeitstagungen und Fachtreffen.

### Bildung für nachhaltige Entwicklung
Die Schreberjugend bietet Projekte zu Klimaschutz, Artenvielfalt, Kreislaufwirtschaft, digitale Entwicklungen oder eine nachhaltige Form des Lebensmittelanbaus. Die Bildungsangebote sind praxisbezogen und barrierearm. Konkrete Projekte sind beispielsweise Pflanzenkohle herstellen, Seedballs basteln, Insektenhotels bauen oder Bodenexperimente. Gemeinsam mit Kindern, Jugendlichen, aber auch älteren Multiplikatoren soll mehr Nachhaltigkeit in die Welt gebracht werden. Dabei kooperiert die Schreberjugend insbesondere mit dem Kleingartenwesen aber auch mit anderen Verbänden, die ähnliche Ziele verfolgen.

### Politische Bildung
Politische Bildung versteht die Schreberjugend – ähnlich der Bildung für nachhaltige Entwicklung – als eine Querschnittsaufgabe aller ihrer verbandlichen Bildungsaktivitäten. Die Schreberjugend sieht es als eine der Hauptaufgaben der informellen Bildung, junge Menschen dazu zu ermächtigen, vollwertige Mitglieder der Gesellschaft zu werden. Nur so können sie diese später auch selbst aktiv mitgestalten. Hierbei orientiert sich der Verband an den pädagogischen Konzepten des globalen Lernens und der Global Citizenship sowie der intersektionalen Theorie. Es werden aber auch ganz konkrete Seminare und Workshops zu den Themenkomplexen Prävention gruppenbezogener Menschenfeindlichkeit, Antisemitismusprävention und Umwelt- und Klimaschutz angeboten oder Gedenkstättenfahrten für und mit jungen Menschen organisiert.

### Internationale Jugendarbeit
Internationale Solidarität und Gerechtigkeit und der Einsatz für Frieden und Menschenrechte weltweit sind Teil des Selbstverständnisses der Schreberjugend. Damit junge Menschen sich diese Werte zu eigen machen können, bietet sie regelmäßig über internationale Jugendbegegnungen die Gelegenheit, in andere Kulturkreise einzutauchen und sich intensiv mit jungen Menschen anderer Herkunft auszutauschen. Darüber hinaus organisiert die Schreberjugend internationale Workshops und Fortbildungen für Fachkräfte und trifft sich regelmäßig mit Partnern im In- und Ausland.
Die internationale Jugendarbeit sieht der Verband als unschätzbare Ressource mit Blick auf eine nachhaltige, friedliche und gerechte Gesellschaft.

## Aktivitäten
Die Aktivitäten der Schreberjugend finden in Kinder- und Jugendgruppen, projektorientiert, und in sozialpädagogischen Einrichtungen in Trägerschaft der Schreberjugend statt. Die Vielfalt der Tätigkeiten des Verbands spiegelt sich in einem breiten Spektrum von Möglichkeiten für Kinder- und Jugendliche wider. Die Verantwortungsübernahme sowie die Partizipation spielen eine wichtige Rolle. Neben der täglichen Jugendarbeit ist die Durchführung von nationalen und internationalen Jugendbegegnungsmaßnahmen von Bedeutung. In diesem Arbeitsfeld wird der verständnisvolle Umgang miteinander, zwischen verschiedenen Kulturen, Religionen und Lebensformen erlernt, die interkulturelle Kompetenz erhöht und Vorurteile abgebaut.